# Бумки
Бумките (Bombina) са род дребни жаби, обикновено с дължина 4-7 cm. В миналото те са класифицирани в семейство Кръглоезични (Discoglossidae), но поради различия в морфологията, биологията и поведението са отделени в отделно семейство Бумкови (Bombinatoridae), заедно със сходния род Barbourula.
Характерно за бумките е оцветяването на корема в червено или жълто на черни петна. То служи като апосематично оцветяване, предпреждавайки хищниците за техния лош вкус. Останалата част от кожата им има по-неутрални цветове — зелено или тъмнокафяво.
Бумките се срещат в по-голямата част от Европа и Азия, като родът включва осем известни вида. Най-едри са B. maxima, които достигат дължина от 6-7 cm и се срещат в Южен Китай.
В България се срещат два вида — червенокоремна бумка (B. bombina) и жълтокоремна бумка (B. variegata). За тях е известно, че могат да се кръстосват помежду си и потомството им е способно да се размножава. В областите, където ареалът им се застъпва, се наблюдава зона, изобилстваща от подобни хибриди.

## Видове
- Bombina bombina – Червенокоремна бумка
- Bombina fortinuptialis
- Bombina lichuanensis
- Bombina maxima
- Bombina microdeladigitoria
- Bombina pachypus
- Bombina orientalis
- Bombina variegata – Жълтокоремна бумка